# Nati il 10 marzo
| Questa pagina contiene informazioni ricavate automaticamente dalle voci biografiche con l'ausilio del template Bio e di un bot. L'aggiornamento è periodico e automatico e ricostruisce completamente la pagina. Se manca una persona in questa lista, sei pregato di non aggiungerla, ma accertati piuttosto che la sua voce biografica contenga il template Bio e che i dati anagrafici siano correttamente compilati. Se il template Bio manca, inseriscilo tu stesso o, in alternativa, metti l'avviso {{tmp\|Bio}} che ne segnala la mancanza. Se i dati riportati sono sbagliati, correggi direttamente la voce biografica; le modifiche saranno visibili in questa lista entro pochi giorni. Per chiarimenti vedi il progetto biografie. La lista contiene solo le 1.275 persone che sono citate nell'enciclopedia e per le quali è stato implementato correttamente il template Bio. Pagina aggiornata al 17 ago 2025. |

## XIV secolo(1)
- 1315 - Ramathibodi I, sovrano siamese († 1369)

## XV secolo(6)
- 1415 - Basilio II di Russia, principe russo († 1462)
- 1430 - Oliviero Carafa, cardinale, condottiero e giurista italiano († 1511)
- 1452 - Ferdinando II d'Aragona, re († 1516)
- 1470 - Alfonso d'Aragona, arcivescovo cattolico spagnolo († 1520)
- 1473 - Thomas Howard, III duca di Norfolk, nobile e politico inglese († 1554)
- 1499 - Alfonso II Piccolomini, politico italiano († 1559)

## XVI secolo(18)
- 1503 - Ferdinando I d'Asburgo, imperatore († 1564)
- 1509 - Lattanzio Ragnoni, giurista e politico italiano († 1559)
- 1522 - Miyoshi Nagayoshi, militare giapponese († 1564)
- 1523 - Eleonora Cybo, scrittrice italiana († 1594)
- 1527 - Alfonso d'Este, nobile italiano († 1587)
- 1528 - Akechi Mitsuhide, generale giapponese († 1582)
- 1531 - John Shakespeare, mercante britannico († 1601)
- 1533 - Francesco III Gonzaga, nobile italiano († 1550)
- 1536 - Thomas Howard, IV duca di Norfolk, nobile inglese († 1572)
- 1549 - Francesco Solano, religioso, presbitero e santo spagnolo († 1610)
- 1558 - Giovanni Maria Moricino, medico e scrittore italiano († 1628)
- 1572 - Tommaso Caracciolo, militare italiano († 1631)
- 1575 - Giovanni Antonio Facchinetti de Nuce, cardinale italiano († 1606)
- 1589 - Vincenzo Calestani, compositore e cantante italiano
- 1593 - Georges de La Tour, pittore francese († 1652)
- 1596 - Maria Elisabetta Vasa, duchessa svedese († 1618)
- 1597 - Ercole Gennari, pittore italiano († 1658)
- 1599 - Alfonso Rodríguez-Olmedo, missionario e gesuita spagnolo († 1628)

## XVII secolo(17)
- 1604 - Johann Rudolph Glauber, alchimista, farmacista e chimico tedesco († 1670)
- 1615 - Hans Ulrik Gyldenløve, diplomatico danese († 1645)
- 1628 - Marcello Malpighi, medico, anatomista e fisiologo italiano († 1694)
- 1630 - Gilles-François de Gottignies, matematico, astronomo e gesuita belga († 1689)
- 1635 - Alberto Mugiasca, vescovo cattolico italiano († 1694)
- 1652 - Ambrosio Bembo, viaggiatore italiano († 1705)
- 1653 - John Benbow, ammiraglio inglese († 1702)
- 1654 - Giuseppe Bartolomeo Chiari, pittore italiano († 1727)
- 1656 - Giacomo Serpotta, scultore e stuccatore italiano († 1732)
- 1660 - Colombino Bassi, vescovo cattolico italiano († 1732)
- 1660 - Andrea Riggio, patriarca cattolico italiano († 1717)
- 1682 - Guglielmo VIII d'Assia-Kassel, nobile († 1760)
- 1690 - Giambattista Rossi, presbitero italiano († 1746)
- 1690 - Johann Jakob Schmauss, storico e giurista tedesco († 1757)
- 1692 - Giovanni Andrea Balbi, vescovo cattolico dalmata († 1771)
- 1696 - John Campbell, III conte di Breadalbane e Holland, politico e diplomatico scozzese († 1782)
- 1697 - Giovanni Battista Biancolini, storico italiano († 1780)

## XVIII secolo(48)
- 1703 - Peter Warren, ammiraglio e politico irlandese († 1752)
- 1704 - Giovanni Cristiano II di Eggenberg, nobile boemo († 1717)
- 1706 - Franz Konrad von Rodt, cardinale e vescovo cattolico tedesco († 1775)
- 1707 - Jean-Paul Grandjean de Fouchy, astronomo francese († 1788)
- 1709 - Georg Wilhelm Steller, botanico, zoologo e medico tedesco († 1746)
- 1710 - Francesca Manzoni, poetessa italiana († 1743)
- 1712 - Gabriele Maria Di Blasi e Gambacorta, arcivescovo cattolico e teologo italiano († 1767)
- 1712 - Girolamo Maria da Caltanissetta, presbitero italiano († 1786)
- 1719 - Thomas Gage, generale britannico († 1787)
- 1719 - Pierre-Paul Lemercier de La Rivière de Saint-Médard, economista francese († 1801)
- 1723 - Filippo Giovanni Battista Nicolis di Robilant, architetto italiano († 1783)
- 1732 - Jean Fabre de la Martillière, generale e politico francese († 1819)
- 1737 - Vittorio Maria Baldassare Gaetano Costa d'Arignano, cardinale e arcivescovo cattolico italiano († 1796)
- 1747 - Iolo Morganwg, poeta e antichista gallese († 1826)
- 1748 - John Playfair, matematico e filosofo scozzese († 1819)
- 1749 - Lorenzo Da Ponte, presbitero, poeta e librettista italiano († 1838)
- 1752 - Ludwig von Flüe, mercenario svizzero († 1817)
- 1754 - Augusta von Fersen, nobildonna svedese († 1846)
- 1755 - Pierre Garnier de Laboissière, generale e politico francese († 1809)
- 1755 - Annibale Sommariva, militare austriaco († 1829)
- 1759 - William Playfair, statistico scozzese († 1823)
- 1760 - Leandro Fernández de Moratín, poeta, drammaturgo e saggista spagnolo († 1828)
- 1760 - Thomas Maitland, militare e politico britannico († 1824)
- 1760 - Henry Thornton, politico e economista inglese († 1815)
- 1760 - Pierre Villiers, scrittore francese († 1849)
- 1762 - Jeremias Benjamin Richter, chimico tedesco († 1807)
- 1766 - Jean-Baptiste Broussier, generale francese († 1814)
- 1771 - Friedrich Creuzer, filologo e archeologo tedesco († 1858)
- 1772 - Friedrich Schlegel, filosofo tedesco († 1829)
- 1774 - Anton Schröfl, basso tedesco († 1846)
- 1775 - Marc-Antoine Jullien de Paris, rivoluzionario, letterato e educatore francese († 1848)
- 1776 - Luisa di Meclemburgo-Strelitz, regina prussiana († 1810)
- 1777 - Louis Hersent, pittore francese († 1860)
- 1777 - Carlo Zucchi, generale italiano († 1863)
- 1778 - Francesco Sucini, fantino italiano († 1819)
- 1780 - Frances Trollope, scrittrice inglese († 1863)
- 1786 - José María Vargas, politico venezuelano († 1854)
- 1787 - Hippolyte Cloquet, medico, zoologo e anatomista francese († 1840)
- 1787 - Francisco Martínez de la Rosa, poeta, drammaturgo e politico spagnolo († 1862)
- 1788 - Joseph von Eichendorff, poeta, scrittore e drammaturgo tedesco († 1857)
- 1789 - Manuel de la Peña y Peña, politico messicano († 1850)
- 1790 - Nicola Mazza, presbitero e educatore italiano († 1865)
- 1794 - Henriette d'Angeville, alpinista francese († 1871)
- 1794 - Francesco di Paola di Borbone-Spagna, principe spagnolo († 1865)
- 1796 - Engelbert von Landsberg-Velen und Steinfurt, politico prussiano († 1878)
- 1797 - George Julius Poulett Scrope, geologo, politico e economista inglese († 1876)
- 1798 - Pierre-Frédéric Sarrus, matematico francese († 1861)
- 1800 - George Hudson, imprenditore britannico († 1871)

## XIX secolo(187)
- 1803 - Lodovico Pallavicino Mossi, politico italiano († 1879)
- 1804 - Ida di Anhalt-Bernburg-Schaumburg-Hoym, nobile († 1828)
- 1805 - Joseph Gratry, scrittore, teologo e presbitero francese († 1872)
- 1806 - Tito Angelini, scultore italiano († 1878)
- 1808 - Napoleone Moriani, tenore italiano († 1878)
- 1810 - Friedrich Wilhelm Arnold, editore musicale e compositore tedesco († 1864)
- 1810 - Joseph-Antoine-Charles Couderc, tenore e baritono francese († 1875)
- 1810 - John McCloskey, cardinale e arcivescovo cattolico statunitense († 1885)
- 1813 - Ferdinando Panciatichi Ximenes d'Aragona, politico e architetto italiano († 1897)
- 1814 - Alessandro Capanna, francescano e compositore italiano († 1892)
- 1814 - Francesco Minà Palumbo, medico, naturalista e illustratore italiano († 1899)
- 1814 - Julián Sanz del Río, filosofo, giurista e pedagogo spagnolo († 1869)
- 1815 - Carlo Massarenti, chirurgo e ginecologo italiano († 1907)
- 1817 - Claude-Marie Dubuis, vescovo cattolico francese († 1895)
- 1817 - Patrick Neeson Lynch, vescovo cattolico statunitense († 1882)
- 1818 - Johan Vilhelm Gertner, pittore danese († 1871)
- 1819 - Salvatore Castiglia, marinaio, diplomatico e patriota italiano († 1895)
- 1821 - Ferdinando Bartolommei, politico italiano († 1869)
- 1821 - Vito Fornari, presbitero e scrittore italiano († 1900)
- 1822 - Josiah Latimer Clark, ingegnere britannico († 1898)
- 1822 - Willem Roelofs, pittore, entomologo e litografo olandese († 1897)
- 1822 - Bartolomeo Venturini, presbitero, educatore e patriota italiano († 1895)
- 1825 - Henri Fouquet, architetto belga († 1893)
- 1827 - Charles Loyson, presbitero, predicatore e scrittore francese († 1912)
- 1829 - Giuseppe Apollonio, vescovo cattolico italiano († 1903)
- 1831 - Rudolf Schirmer, oculista tedesco († 1896)
- 1832 - John Owen Dominis, nobile statunitense († 1891)
- 1833 - Pedro Antonio de Alarcón, poeta, scrittore e giornalista spagnolo († 1891)
- 1833 - Dimitrie Sturdza-Miclăușanu, politico rumeno († 1914)
- 1834 - Gabriele Bordonaro, imprenditore e politico italiano († 1913)
- 1834 - Luke Dillon, IV barone Clonbrock, imprenditore britannico († 1917)
- 1834 - Giovanni Battista Rota, vescovo cattolico italiano († 1913)
- 1840 - Ascanio Branca, patriota e politico italiano († 1903)
- 1840 - Fanny Van de Grift, avventuriera statunitense († 1914)
- 1840 - Charles Augustus Howell, mercante d'arte portoghese († 1890)
- 1840 - Guido Tacchinardi, compositore e teorico musicale italiano († 1917)
- 1841 - Ina Coolbrith, poetessa, scrittrice e giornalista statunitense († 1928)
- 1841 - Antonio Feruglio, vescovo cattolico italiano († 1911)
- 1842 - George Croom Robertson, filosofo scozzese († 1892)
- 1843 - Heinrich Lossow, pittore e illustratore tedesco († 1897)
- 1844 - Pablo de Sarasate, violinista e compositore spagnolo († 1908)
- 1844 - Marie Spartali Stillman, modella e pittrice inglese († 1927)
- 1844 - Carlo Tortorella, patriota italiano († 1902)
- 1845 - Alessandro III di Russia, sovrano russo († 1894)
- 1846 - Edward Baker Lincoln, statunitense († 1850)
- 1847 - Francesco di Paola III Guasco Gallarati di Bisio, nobile e storico italiano († 1926)
- 1847 - Edoardo Perroncito, scienziato, medico e veterinario italiano († 1936)
- 1848 - Angelo De Vincenti, medico italiano († 1913)
- 1848 - Albert Fraenkel, medico tedesco († 1916)
- 1848 - Kate Sheppard, attivista britannica († 1934)
- 1848 - Will Thompson, arciere statunitense († 1918)
- 1849 - Ľudovít Vladimír Rizner, scrittore, bibliografo e etnografo slovacco († 1913)
- 1850 - Maffeo Barberini Colonna di Sciarra, VIII principe di Carbognano, politico e imprenditore italiano († 1925)
- 1850 - Spencer Gore, tennista e crickettista britannico († 1906)
- 1851 - Philip Mennell, giornalista e editore inglese († 1905)
- 1851 - Heinrich Wenck, architetto danese († 1936)
- 1852 - Richard Anschütz, chimico tedesco († 1937)
- 1852 - Léon Moreaux, tiratore a segno francese († 1921)
- 1853 - Higaonna Kanryō, karateka e maestro di karate giapponese († 1915)
- 1853 - Luigi Rossi, pittore e illustratore svizzero († 1923)
- 1854 - Fredrik Aalto, scrittore e insegnante finlandese († 1917)
- 1854 - Miguel Costa y Llobera, poeta e presbitero spagnolo († 1922)
- 1854 - Henry Edward Krehbiel, scrittore, critico musicale e musicologo statunitense († 1923)
- 1854 - Thomas MacKenzie, politico neozelandese († 1930)
- 1855 - Giuseppe Astengo, avvocato e politico italiano († 1936)
- 1856 - Ferdinand Seidl, naturalista e geografo sloveno († 1942)
- 1858 - Giuseppe Carelli, pittore italiano († 1921)
- 1859 - Enrico Astorri, scultore italiano († 1921)
- 1859 - Vincenzo Severino, pittore italiano († 1926)
- 1860 - Federico Ciccodicola, ufficiale italiano († 1924)
- 1860 - William Barlum Thompson, politico statunitense († 1941)
- 1861 - Pauline Johnson, scrittrice, traduttrice e attivista canadese († 1913)
- 1861 - Clelia Merloni, religiosa italiana († 1930)
- 1864 - Jakob Erckrath de Bary, schermidore tedesco († 1938)
- 1864 - Gyula von Iványi, schermidore ungherese († 1920)
- 1865 - Giovanni Ettore Mattei, botanico italiano († 1943)
- 1865 - Julian Nowak, politico polacco († 1946)
- 1865 - Ettore Pizzorni, ufficiale italiano († 1916)
- 1865 - Tan Sitong, rivoluzionario e poeta cinese († 1898)
- 1866 - Marthe Abran, pittrice e scultrice francese († 1908)
- 1866 - José Casares Gil, chimico spagnolo († 1961)
- 1866 - Jules Marcadet, dirigente sportivo francese († 1959)
- 1866 - Mabell Ogilvy, contessa di Airlie, scrittrice inglese († 1956)
- 1866 - Luigi Sapienza, ufficiale italiano († 1939)
- 1867 - Hector Guimard, architetto francese († 1942)
- 1867 - Hermann von der Lieth-Thomsen, generale tedesco († 1942)
- 1867 - Giuseppe Pucci di Benisichi, politico italiano († 1942)
- 1867 - Serafino Ricci, numismatico e museologo italiano († 1943)
- 1867 - Arturo Stagliano, pittore, scultore e medaglista italiano († 1936)
- 1867 - Lillian Wald, infermiera e attivista statunitense († 1940)
- 1869 - Ernst Gruson, generale belga († 1962)
- 1870 - Joseph-Marie Henry, presbitero, botanico e alpinista italiano († 1947)
- 1870 - Ester Rachel Kamińska, attrice polacca († 1925)
- 1870 - David Borisovič Rjazanov, storico e politico russo († 1938)
- 1870 - Orazio Tedone, fisico e matematico italiano († 1922)
- 1871 - Giuseppe Moreschi, ciclista su strada italiano († 1950)
- 1872 - Fabiano Landi, missionario e vescovo italiano († 1920)
- 1873 - Edouard Van Goethem, missionario e vescovo cattolico belga († 1949)
- 1873 - Jakob Wassermann, scrittore, biografo e saggista tedesco († 1934)
- 1874 - Manuel M. Diéguez, generale, politico e rivoluzionario messicano († 1924)
- 1875 - Aleksandr Borisovič Gol'denvejzer, compositore e pianista russo († 1961)
- 1876 - Edvard Eriksen, scultore danese († 1959)
- 1877 - Pascual Ortiz Rubio, politico e generale messicano († 1963)
- 1877 - Émile Sarrade, rugbista a 15 e tiratore di fune francese († 1953)
- 1878 - Karel van de Woestijne, scrittore belga († 1929)
- 1879 - Ugo Bottacchiari, compositore italiano († 1944)
- 1879 - Hans Luther, politico tedesco († 1962)
- 1879 - Giuseppe Pontremoli, imprenditore e editore italiano († 1952)
- 1879 - Wu Lien-teh, medico malese († 1960)
- 1880 - George Abbott, militare e esploratore britannico († 1923)
- 1880 - Agostino Guerresi, prefetto e politico italiano († 1961)
- 1880 - Vladislav Petković Dis, poeta serbo († 1917)
- 1881 - Jessie Boswell, pittrice britannica († 1956)
- 1881 - Hans Latscha, rugbista a 15 tedesco († 1967)
- 1881 - Romolo Manissero, aviatore e militare italiano († 1951)
- 1881 - Maria Ortiz, bibliotecaria, traduttrice e critica letteraria italiana († 1959)
- 1882 - William Grant Craib, botanico britannico († 1933)
- 1882 - Enrico Gonzales, politico, avvocato e antifascista italiano († 1965)
- 1882 - Daniele Ruffinoni, ingegnere italiano († 1966)
- 1882 - Hans Steinhoff, sceneggiatore e regista cinematografico tedesco († 1945)
- 1883 - George Rennie, giocatore di lacrosse canadese († 1966)
- 1884 - Stuart Holmes, attore statunitense († 1971)
- 1884 - Muhammad Mian Mansoor Ansari, filosofo e attivista indiano († 1946)
- 1885 - Suzanne Bing, attrice, traduttrice e pedagogista francese († 1967)
- 1885 - Pierre-Jules Boulanger, progettista francese († 1950)
- 1885 - Tamara Platonovna Karsavina, ballerina russa († 1978)
- 1886 - Camillo Bertarelli, ciclista su strada italiano († 1982)
- 1886 - Eugen Klöpfer, attore tedesco († 1950)
- 1886 - Fred Waller, inventore statunitense († 1954)
- 1887 - Nils Andersson, calciatore svedese († 1947)
- 1887 - Melville W. Brown, regista e sceneggiatore statunitense († 1938)
- 1887 - Innocenzo dell'Immacolata, presbitero e religioso spagnolo († 1934)
- 1887 - Valter Lidén, calciatore svedese († 1969)
- 1887 - Maria Rosa Punzirudu, cantante italiana († 1964)
- 1887 - Hugh Roddin, pugile britannico († 1954)
- 1887 - Sven Rosén, ginnasta svedese († 1963)
- 1887 - Provino Valle, architetto italiano († 1955)
- 1888 - Cesare Bonetti, sollevatore italiano († 1956)
- 1888 - Baldwin Cooke, attore statunitense († 1953)
- 1888 - Luigi Ferrari, magistrato e poliziotto italiano († 1955)
- 1888 - Barry Fitzgerald, attore irlandese († 1961)
- 1888 - Ivan Stodola, scrittore, drammaturgo e medico slovacco († 1977)
- 1889 - Renato Gardini, lottatore italiano († 1940)
- 1889 - Alessio Issupoff, pittore russo († 1957)
- 1889 - Edwin Morris, generale britannico († 1970)
- 1889 - Søren Thorborg, ginnasta danese († 1978)
- 1889 - Léopold Zborowski, scrittore, poeta e mercante d'arte polacco († 1932)
- 1890 - Willis Bradley Haviland, aviatore statunitense († 1944)
- 1891 - Hermann Bosch, calciatore tedesco († 1916)
- 1891 - Earl Johnson, mezzofondista statunitense († 1965)
- 1892 - Leda Gys, attrice italiana († 1957)
- 1892 - Arthur Honegger, compositore svizzero († 1955)
- 1892 - Gregory La Cava, regista, produttore cinematografico e sceneggiatore statunitense († 1952)
- 1892 - Eva Turner, soprano britannico († 1990)
- 1893 - Georg Wellhöfer, allenatore di calcio e calciatore tedesco († 1968)
- 1893 - Gigiotti Zanini, architetto e pittore italiano († 1962)
- 1894 - Frode Bjerkholt, calciatore norvegese († 1974)
- 1894 - Alessandro Brenci, ingegnere, politico e antifascista italiano († 1970)
- 1894 - Adolfo Romano, scultore e pittore italiano († 1972)
- 1894 - Dagny Servaes, attrice tedesca († 1961)
- 1894 - Joseph Marie Xavier de Sévin, generale e aviatore francese († 1963)
- 1895 - Mathieu Bragard, calciatore belga († 1952)
- 1895 - Marziale Cerutti, generale e aviatore italiano († 1946)
- 1895 - Maria Pastori, matematica e fisica italiana († 1975)
- 1895 - Jules Van Hevel, ciclista su strada e pistard belga († 1969)
- 1895 - Filiberto di Savoia-Genova, generale italiano († 1990)
- 1896 - Nancy Cunard, scrittrice, poetessa e anarchica britannica († 1965)
- 1896 - Peter DeRose, compositore statunitense († 1953)
- 1896 - Gaetano Minnucci, ingegnere e architetto italiano († 1980)
- 1896 - Coulton Waugh, fumettista, illustratore e pittore statunitense († 1973)
- 1897 - Earl Hand, militare e aviatore canadese († 1954)
- 1897 - Riccardo Marchi, scrittore e giornalista italiano († 1992)
- 1897 - Giulio Montelatici, sindacalista italiano († 1975)
- 1897 - Brice Parain, filosofo francese († 1971)
- 1897 - Otto Stadie, infermiere tedesco († 1977)
- 1897 - Vasilij Timofeevič Vol'skij, generale sovietico († 1946)
- 1898 - Dante Bernamonti, sindacalista e politico italiano († 1952)
- 1898 - Albert Eschenlohr, calciatore tedesco († 1938)
- 1898 - Cy Kendall, attore statunitense († 1953)
- 1898 - Peer Krom, calciatore olandese († 1965)
- 1898 - Tauno Lappalainen, fondista finlandese († 1973)
- 1898 - Wavell Wakefield, rugbista a 15, dirigente sportivo e politico britannico († 1983)
- 1900 - Olive Ann Alcorn, attrice, modella e ballerina statunitense († 1972)
- 1900 - Violet Brown, supercentenaria giamaicana († 2017)
- 1900 - Emanuele Guerrieri, politico italiano († 1968)
- 1900 - Erik Johansson, calciatore svedese († 1983)
- 1900 - Corrado Parducci, scultore italiano († 1981)

## XX secolo(959)
- 1901 - József Holzbauer, calciatore ungherese († 1978)
- 1901 - Jules Lavigne, calciatore belga († 1957)
- 1901 - Michel Seuphor, critico d'arte, storico dell'arte e pittore belga († 1999)
- 1902 - Giuseppe Cesetti, pittore italiano († 1990)
- 1902 - Carlo Ciocca, pittore italiano († 1984)
- 1902 - Balilla Grillotti, partigiano italiano († 1944)
- 1902 - Alberto Jacometti, giornalista, scrittore e politico italiano († 1985)
- 1902 - Olaf Jordan, artista svedese († 1968)
- 1902 - Sida Košutić, scrittrice, poetessa e drammaturga austro-ungarica († 1965)
- 1903 - Bix Beiderbecke, trombettista e compositore statunitense († 1931)
- 1903 - Clare Boothe Luce, giornalista, scrittrice e attrice statunitense († 1987)
- 1903 - Vincenzo Poggi, calciatore italiano
- 1904 - Giuseppe Conca, sollevatore italiano († 1972)
- 1904 - Tomas Gumppenberg, presbitero austriaco († 1984)
- 1904 - Josef Tomášek, nuotatore e pallanuotista cecoslovacco († 1979)
- 1905 - Betty Amann, attrice tedesca († 1990)
- 1905 - Richard Haydn, attore e regista britannico († 1985)
- 1905 - Charles Pasche, calciatore svizzero († 1958)
- 1906 - Luigi Servolini, incisore, critico d'arte e storico dell'arte italiano († 1981)
- 1906 - Alberto Soria, calciatore peruviano († 1980)
- 1907 - Wilfried Fraß, regista e sceneggiatore austriaco
- 1907 - Toni Frissell, fotografa statunitense († 1988)
- 1907 - Romain Gijssels, ciclista su strada belga († 1978)
- 1907 - Francisco Orlich Bolmarcich, politico costaricano († 1969)
- 1908 - Orville Brown, wrestler statunitense († 1981)
- 1908 - Kristjan Palusalu, lottatore estone († 1987)
- 1909 - André Bonin, schermidore francese († 1998)
- 1909 - LeRoy Collins, politico e avvocato statunitense († 1991)
- 1909 - Gerard Croiset, sensitivo olandese († 1980)
- 1909 - Edoardo Marino, politico, avvocato e sindacalista italiano († 2004)
- 1910 - Don Bexley, attore statunitense († 1997)
- 1910 - Josef Hauser, pallanuotista tedesco († 1981)
- 1910 - Jef Moerenhout, ciclista su strada belga († 1966)
- 1911 - Warner Anderson, attore statunitense († 1976)
- 1911 - Marita Camacho Quirós, supercentenaria costaricana († 2025)
- 1911 - Olof Lagercrantz, scrittore, biografo e critico letterario svedese († 2002)
- 1911 - Edward Norris, attore statunitense († 2002)
- 1911 - Nicolás Riccardi, calciatore uruguaiano († 1997)
- 1911 - Enrico Tortonese, zoologo italiano († 1987)
- 1912 - Siegfried Borries, violinista e docente tedesco († 1980)
- 1912 - Luigi Caldarulo, calciatore italiano († 1977)
- 1912 - Marguerite Dockrell, nuotatrice irlandese († 1983)
- 1912 - József Pálinkás, calciatore ungherese († 1991)
- 1912 - Frank Smithies, matematico britannico († 2002)
- 1913 - Robert Bernard, calciatore tedesco († 1990)
- 1913 - Giuseppe Grigoletto e Savino Pasqualato, partigiano italiano († 1945)
- 1913 - Ray Morstadt, cestista statunitense († 1965)
- 1913 - Adam Schaff, filosofo polacco († 2006)
- 1913 - Alcide Ivan Violi, calciatore e allenatore di calcio italiano († 1996)
- 1914 - Ernst Brugger, politico e insegnante svizzero († 1998)
- 1914 - Erno Crisa, attore italiano († 1968)
- 1914 - Umberto De Feo, cestista italiano
- 1914 - Masayasu Maeda, cestista e allenatore di pallacanestro giapponese
- 1915 - Charles Groves, direttore d'orchestra inglese († 1992)
- 1915 - Harry Bertoia, scultore e designer italiano († 1978)
- 1915 - Brede Borgen, allenatore di calcio e calciatore norvegese († 2005)
- 1915 - Ranald MacDougall, sceneggiatore e regista statunitense († 1973)
- 1916 - Luis Benítez de Lugo, politico, sportivo e militare spagnolo († 2008)
- 1916 - Enrico Giachino, partigiano italiano († 1944)
- 1916 - Vilho Rättö, militare finlandese († 2002)
- 1916 - Reinhard Wenskus, storico tedesco († 2002)
- 1917 - David Hare, artista statunitense († 1992)
- 1917 - John Putnam Merrill, medico statunitense († 1984)
- 1918 - Carlo Ludovico d'Asburgo-Lorena, nobile austriaco († 2007)
- 1918 - Anatolij Michajlovič Granik, regista cinematografico sovietico († 1989)
- 1918 - Fernando Peyroteo, calciatore e allenatore di calcio portoghese († 1978)
- 1918 - Günther Rall, aviatore e generale tedesco († 2009)
- 1919 - Antonio Cosentino, velista italiano († 1993)
- 1919 - Emiel Faignaert, ciclista su strada belga († 1980)
- 1919 - Gabriel Ferenčík, calciatore slovacco († 1998)
- 1919 - Clyde Turner, giocatore di football americano statunitense († 1998)
- 1920 - Paolo Barbero, calciatore italiano
- 1920 - Julio Bolbochán, scacchista argentino († 1996)
- 1920 - Pio Filippani Ronconi, indologo, iranista e esoterista italiano († 2010)
- 1920 - Lucio Gambi, geografo italiano († 2006)
- 1920 - Marcial Maciel Degollado, presbitero messicano († 2008)
- 1920 - Alfred Peet, imprenditore olandese († 2007)
- 1920 - Boris Vian, scrittore, paroliere e drammaturgo francese († 1959)
- 1920 - Stephan Waser, bobbista svizzero († 1992)
- 1921 - Vladimir Dëmin, calciatore e allenatore di calcio sovietico († 1966)
- 1921 - Josip Elic, attore statunitense († 2019)
- 1921 - Cec Linder, attore canadese († 1992)
- 1921 - Dick Murphy, cestista statunitense († 1973)
- 1921 - Charlotte Zucker, attrice statunitense († 2007)
- 1922 - Norman Penrose, calciatore inglese († 2000)
- 1922 - Edoardo Valenti, calciatore italiano († 2009)
- 1923 - Bulbs Ehlers, cestista, giocatore di baseball e allenatore di pallacanestro statunitense († 2013)
- 1923 - Eugenio Fassino, partigiano italiano († 1966)
- 1923 - Val Fitch, fisico statunitense († 2015)
- 1923 - Dolores Fuller, attrice e cantautrice statunitense († 2011)
- 1923 - Hans Riegel, imprenditore tedesco († 2013)
- 1923 - Mario Schimberni, imprenditore e dirigente d'azienda italiano († 2001)
- 1923 - Jakov Aleksandrovič Segel', regista sovietico († 1995)
- 1923 - Torgeir Torgersen, calciatore norvegese († 2001)
- 1924 - Rafael Bellido Caro, vescovo cattolico spagnolo († 2004)
- 1924 - Angelo Brignole, ciclista su strada italiano († 2006)
- 1924 - Jin Yong, scrittore cinese († 2018)
- 1924 - Branko Kralj, calciatore jugoslavo († 2012)
- 1924 - Ruggero Puletti, politico, saggista e storico della letteratura italiano († 2003)
- 1924 - Giovanni de Riu, pilota automobilistico italiano († 2008)
- 1925 - Manolis Anagnostakis, poeta greco († 2005)
- 1925 - Enzo Giovanni Caffer, partigiano italiano († 1944)
- 1925 - Lello Capaldo, naturalista italiano († 2007)
- 1925 - Gino Cereseto, calciatore italiano
- 1925 - Pete Mount, cestista statunitense († 1990)
- 1925 - Andy O'Donnell, cestista statunitense († 2019)
- 1925 - Ed van der Elsken, fotografo e regista olandese († 1990)
- 1926 - Nino Anderlini, fondista italiano († 2004)
- 1926 - Jambyn Batmönkh, politico mongolo († 1997)
- 1926 - Julio Buchs, regista e sceneggiatore spagnolo († 1973)
- 1926 - Louis Devoti, cestista francese († 2020)
- 1926 - Marques Haynes, cestista statunitense († 2015)
- 1926 - Alberto Soggin, biblista italiano († 2010)
- 1926 - Salvatore Tramontana, storico italiano († 2015)
- 1926 - Ōtake Risuke, artista marziale e insegnante giapponese († 2021)
- 1927 - Quinto Bertoloni, calciatore e allenatore di calcio italiano († 2010)
- 1927 - Jupp Derwall, allenatore di calcio e calciatore tedesco († 2007)
- 1927 - Raul Figueiredo, calciatore portoghese
- 1927 - Giovanni Godoli, astronomo italiano († 2006)
- 1927 - Robert W. Kearns, inventore statunitense († 2005)
- 1927 - Claude Laydu, attore belga († 2011)
- 1927 - Michail Ryžak, pallanuotista sovietico († 2003)
- 1927 - Barbara Sinatra, modella, filantropa e socialite statunitense († 2017)
- 1927 - Giuseppe Turini, politico italiano († 2018)
- 1927 - Paul Wunderlich, artista tedesco († 2010)
- 1928 - Kiyoshi Atsumi, attore giapponese († 1996)
- 1928 - Aldo D'Alessio, politico italiano († 2015)
- 1928 - Elda Grin, scrittrice e psicologa armena († 2016)
- 1928 - Giovanni Matta, politico italiano († 1983)
- 1928 - Alex McAvoy, attore scozzese († 2005)
- 1928 - Sara Montiel, attrice e cantante spagnola († 2013)
- 1928 - James Earl Ray, criminale statunitense († 1998)
- 1929 - Arthur Barnard, ostacolista statunitense († 2018)
- 1929 - Alberto Fontanesi, calciatore italiano († 2016)
- 1929 - Piero Gheddo, missionario, giornalista e scrittore italiano († 2017)
- 1929 - Alice Hirson, attrice statunitense († 2025)
- 1929 - Boris Nikolov, pugile bulgaro († 2017)
- 1930 - Vladimir Erokhin, calciatore sovietico († 1996)
- 1930 - Eduardo MacGregor, attore spagnolo († 2018)
- 1930 - Pino Manos, pittore, scultore e architetto italiano († 2020)
- 1930 - Ocimar, allenatore di calcio e ex calciatore brasiliano
- 1930 - Luz Silva, ex cestista cilena
- 1930 - Mark Workman, cestista statunitense († 1983)
- 1931 - Raymond Ackerman, imprenditore sudafricano († 2023)
- 1931 - Giancarlo Dughetti, pittore italiano († 1986)
- 1931 - Abbondio Smerghetto, canottiere italiano († 2018)
- 1931 - Carlo Vittori, velocista e allenatore di atletica leggera italiano († 2015)
- 1932 - Giuseppe Di Federico, giurista italiano
- 1932 - Ieng Thirith, politica cambogiana († 2015)
- 1932 - Udupi Ramachandra Rao, astrofisico indiano († 2017)
- 1932 - Anatolij Roščin, lottatore sovietico († 2016)
- 1933 - Patricia Bergquist, zoologa neozelandese († 2009)
- 1933 - Tina Centi, cantante italiana († 1991)
- 1933 - ʿAbd al-Ḥamīd Kishk, predicatore egiziano († 1996)
- 1933 - Pentti Palkoaho, cestista finlandese († 2002)
- 1933 - John Wrighton, ex velocista britannico
- 1934 - Fou Ts'ong, pianista cinese († 2020)
- 1934 - Gergely Kulcsár, giavellottista ungherese († 2020)
- 1934 - John Rechy, scrittore e drammaturgo statunitense
- 1934 - Ivan Utrobin, fondista sovietico († 2020)
- 1935 - Muhammad Bashir, lottatore pakistano († 2001)
- 1935 - Florian Furtwängler, regista cinematografico, attore e sceneggiatore tedesco († 1992)
- 1935 - Manfred Germar, ex velocista e dirigente sportivo tedesco occidentale
- 1935 - Milorad Milutinović, allenatore di calcio e calciatore jugoslavo († 2015)
- 1935 - Dinko Petrov, lottatore bulgaro († 2007)
- 1935 - Aleksej Vachonin, sollevatore sovietico († 1993)
- 1936 - Gino Agnese, giornalista e saggista italiano
- 1936 - Sepp Blatter, dirigente sportivo svizzero
- 1936 - Iwao Hakamada, ex pugile giapponese
- 1936 - József Hunics, canoista ungherese († 2012)
- 1936 - Johanna Lüttge, pesista tedesca († 2022)
- 1936 - Marcello Motto, cestista italiano († 2024)
- 1936 - Alfredo Zitarrosa, cantante, compositore e poeta uruguaiano († 1989)
- 1936 - Juan Zubiaurre, calciatore spagnolo († 2011)
- 1937 - Martin Bernal, grecista e storico britannico († 2013)
- 1937 - María Boisset, ex cestista cilena
- 1937 - Dante Crippa, calciatore italiano († 2021)
- 1937 - Paolo Da Ros, ex giocatore di curling italiano
- 1937 - Bill Dodge, ex calciatore inglese
- 1937 - Samuel Hall, tuffatore e politico statunitense († 2014)
- 1937 - María Kodama, scrittrice e traduttrice argentina († 2023)
- 1937 - Pordenone Montanari, artista italiano
- 1937 - Vincenzo Tondo, ex tiratore a segno italiano
- 1937 - Joe Viterelli, attore statunitense († 2004)
- 1938 - Kazım Ayvaz, lottatore turco († 2020)
- 1938 - Jean Becker, regista, sceneggiatore e attore francese
- 1938 - Giovanni Bettini, politico e architetto italiano († 2023)
- 1938 - Alfonso Capone, medico e politico italiano († 2003)
- 1938 - Warren Jacques, ex tennista e allenatore di tennis australiano
- 1938 - Nino Lupica, artista italiano († 2015)
- 1938 - Micole Mercurio, attrice statunitense († 2016)
- 1938 - Ron Mix, ex giocatore di football americano statunitense
- 1938 - Lorenzo Palomo, direttore d'orchestra, compositore e pianista spagnolo († 2024)
- 1938 - Mario Signorino, giornalista e politico italiano († 2016)
- 1938 - Joseph Velly, ciclista su strada francese († 2016)
- 1938 - Domenico Volpini, politico e saggista italiano
- 1939 - Len Ashurst, allenatore di calcio e calciatore inglese († 2021)
- 1939 - Carlo Furlanis, calciatore italiano († 2013)
- 1939 - Hugh Johnson, scrittore e giornalista inglese
- 1939 - Irina Press, multiplista, ostacolista e pesista sovietica († 2004)
- 1939 - Raka Rasmi, ballerina indonesiana († 2018)
- 1939 - Paolo Signorelli, calciatore italiano († 2018)
- 1939 - Jerry Steele, cestista e allenatore di pallacanestro statunitense († 2021)
- 1939 - Gianfranco Tagliabue, politico italiano
- 1939 - Charles-Marie Ternes, storico e archeologo lussemburghese († 2004)
- 1940 - LeRoy Ellis, cestista statunitense († 2012)
- 1940 - Elżbieta Franke-Cymerman, ex schermitrice polacca
- 1940 - Jorge Kissling, pilota motociclistico argentino († 1968)
- 1940 - Dante Lafranconi, vescovo cattolico italiano
- 1940 - Chuck Norris, attore, artista marziale e produttore televisivo statunitense
- 1940 - Viktor Obuchov, regista sovietico († 2009)
- 1940 - David Rabe, drammaturgo e sceneggiatore statunitense
- 1940 - Finn Thorsen, allenatore di calcio e ex calciatore norvegese
- 1941 - Leonard Adamov, calciatore sovietico († 1977)
- 1941 - Francesco Di Benedetto, allenatore di calcio italiano († 2021)
- 1941 - Luba Lisa, attrice, cantante e ballerina statunitense († 1972)
- 1941 - Teodor Meleșcanu, politico e diplomatico rumeno
- 1941 - George Pieczenik Smith, biochimico statunitense
- 1941 - Kazuo Tokumitsu, conduttore radiofonico e conduttore televisivo giapponese
- 1941 - Martin Van Den Bossche, ex ciclista su strada belga
- 1942 - Umberto Balsamo, compositore e cantautore italiano
- 1942 - Giuliano Preparata, fisico italiano († 2000)
- 1943 - Frank Del Giudice, musicista e compositore italiano
- 1943 - Rodney Gould, pilota motociclistico britannico († 2024)
- 1943 - Eamonn McCann, giornalista, scrittore e attivista britannico
- 1943 - Stephen Montague, compositore statunitense
- 1943 - Carlo Proietti, politico italiano († 2020)
- 1943 - Bruce Joel Rubin, sceneggiatore, regista e produttore cinematografico statunitense
- 1943 - Peter Tremayne, scrittore britannico
- 1944 - Maria Pia Conte, attrice italiana
- 1944 - Richard Gant, attore statunitense
- 1944 - Abraham Gutt, ex cestista israeliano
- 1944 - Carlo Longhi, ex arbitro di calcio italiano
- 1944 - Jesper Svenbro, poeta, filologo classico e grecista svedese
- 1944 - Giangiacomo Tessari, politico italiano
- 1944 - Willy Van Neste, ex ciclista su strada belga
- 1944 - Vincent Vassallo, ex calciatore maltese
- 1944 - Jean Marie Vũ Tất, vescovo cattolico vietnamita
- 1944 - Paul Zollinger, ex ciclista su strada e pistard svizzero
- 1944 - Rudi Zollinger, ex ciclista su strada svizzero
- 1945 - Marie-Christine Aulas, politica francese († 2024)
- 1945 - Antonello Folco Biagini, storico italiano
- 1945 - Wanderley Cardoso, cantante, attore e showman brasiliano
- 1945 - Giovanna, cantante e produttrice discografica italiana
- 1945 - Katharine Houghton, attrice e drammaturga statunitense
- 1945 - Robert Rico, ex calciatore francese
- 1945 - Madhav Rao Scindia, politico indiano († 2001)
- 1946 - Giuliano Boffardi, politico e scrittore italiano († 2025)
- 1946 - Luc Brisson, storico canadese
- 1946 - Curley Culp, giocatore di football americano statunitense († 2021)
- 1946 - Renzo Foa, giornalista italiano († 2009)
- 1946 - Hiroshi Fushida, ex pilota automobilistico giapponese
- 1946 - Bill Gaines, ex cestista statunitense
- 1946 - Gianni Giudici, pilota automobilistico italiano
- 1946 - Claudio Montepagani, ex calciatore italiano
- 1946 - Peter Temple, scrittore australiano († 2018)
- 1946 - Jim Valvano, cestista e allenatore di pallacanestro statunitense († 1993)
- 1947 - Paolo Bertezzolo, politico e scrittore italiano
- 1947 - Bob Burrows, ex cestista e ex giocatore di baseball canadese
- 1947 - Kim Campbell, politica canadese
- 1947 - Piers Corbyn, meteorologo britannico
- 1947 - Pietro Antonio Di Prima, politico italiano
- 1947 - Enzo Frisoni, ex ciclista su strada sammarinese
- 1947 - Hubert Haddad, scrittore e storico dell'arte francese
- 1947 - Erzsébet Horváth, ex cestista ungherese
- 1947 - Donal Lunny, musicista irlandese
- 1947 - Andrew Parrott, direttore d'orchestra britannico
- 1947 - Tom Scholz, chitarrista, bassista e tastierista statunitense
- 1947 - Serena Spaziani, attrice, doppiatrice e direttrice del doppiaggio italiana
- 1947 - Colin Stinton, attore canadese
- 1947 - Gerardo Vera, attore, regista e costumista spagnolo († 2020)
- 1947 - Zachary Zorn, ex nuotatore statunitense
- 1948 - Jean-Pierre Adams, calciatore francese († 2021)
- 1948 - Paul Badde, saggista, giornalista e regista tedesco
- 1948 - Austin Carr, ex cestista statunitense
- 1948 - Julio Comesaña, allenatore di calcio e ex calciatore uruguaiano
- 1948 - Rubén Glaria, ex calciatore argentino
- 1948 - Marzio Honorato, attore italiano
- 1948 - Zbigniew Jedliński, cestista polacco († 2018)
- 1948 - Philippe Wambergue, ex pilota automobilistico francese
- 1949 - Lucia Colavizza, ex cestista italiana
- 1949 - Barbara Corcoran, imprenditrice e editorialista statunitense
- 1949 - Rosario Mangiameli, storico italiano
- 1949 - Nobu Matsuhisa, imprenditore e attore giapponese
- 1949 - Sam Rainsy, politico cambogiano
- 1949 - Nikolay Smolnikov, ex calciatore sovietico
- 1949 - Ivo Wortmann, allenatore di calcio e ex calciatore brasiliano
- 1949 - Yu Hui-hyeong, ex cestista sudcoreano
- 1949 - Luciano Zecchini, allenatore di calcio e ex calciatore italiano
- 1950 - Carlos Roberto Flores, politico honduregno
- 1950 - Bernard Giroux, copilota di rally francese († 1987)
- 1950 - Karlheinz Klotz, ex velocista tedesco
- 1950 - Ted McKenna, batterista e compositore britannico († 2019)
- 1950 - Pietro Michesi, ex calciatore italiano
- 1950 - Norberto Napolitano, chitarrista, cantante e compositore argentino († 2005)
- 1950 - Elena Pulcini, filosofa italiana († 2021)
- 1950 - Aloma Wright, attrice statunitense
- 1951 - Marco Dolcetta, scrittore, storico e regista italiano († 2017)
- 1951 - Tony Carello, ex pilota automobilistico italiano
- 1951 - Craig Czury, poeta statunitense
- 1951 - Gloria Diaz, modella e attrice filippina
- 1951 - Brad Fiedel, compositore statunitense
- 1951 - Von Lmo, cantante, compositore e chitarrista statunitense
- 1951 - Jacques Rousseau, lunghista francese († 2024)
- 1951 - Piero Schiavo Campo, scrittore e blogger italiano
- 1951 - Robert Yeoman, direttore della fotografia e regista statunitense
- 1952 - Philip Don, ex arbitro di calcio inglese
- 1952 - Joshua Gqozo, militare sudafricano
- 1952 - Jeffrey Kurland, costumista statunitense
- 1952 - Johanna Lindsey, scrittrice statunitense († 2019)
- 1952 - Romeo Morri, politico sammarinese († 2022)
- 1952 - Roberta Oberti, chimica italiana
- 1952 - Jean-Pierre Posca, calciatore francese († 2010)
- 1952 - Morgan Tsvangirai, politico, sindacalista e attivista zimbabwese († 2018)
- 1952 - Giovanni Maria Vian, storico e giornalista italiano
- 1952 - Jürgen Wiefel, ex tiratore a segno tedesco
- 1953 - Debbie Brill, ex altista canadese
- 1953 - Cho Hun-hyun, goista e politico sudcoreano
- 1953 - Ronnie Earl, chitarrista statunitense
- 1953 - Åke Edwardson, scrittore e giornalista svedese
- 1953 - Marsha Fitzalan, attrice britannica
- 1953 - Nicu Gingă, ex lottatore rumeno
- 1953 - Paul Haggis, regista, sceneggiatore e produttore cinematografico canadese
- 1954 - Maryse Alberti, direttrice della fotografia francese
- 1954 - Jesús Alturo i Perucho, paleografo, filologo classico e medievista spagnolo
- 1954 - Didier Barbelivien, cantautore e compositore francese
- 1954 - Tina Charles, cantante britannica
- 1954 - Josef Kaiser, medaglista e scultore austriaco
- 1954 - Ricky Marsh, ex cestista statunitense
- 1954 - Jos Peltzer, ex calciatore olandese
- 1954 - Giana Romanova, ex mezzofondista sovietica
- 1955 - Richard Benson, chitarrista, cantautore e personaggio televisivo britannico († 2022)
- 1955 - Mario Farrugia, ex calciatore maltese
- 1955 - Juliusz Machulski, regista e sceneggiatore polacco
- 1955 - Ignazio Marino, chirurgo e politico italiano
- 1955 - Yousra, attrice e cantante egiziana
- 1955 - Marianne Rosenberg, cantante tedesca
- 1955 - Enrique San Francisco, attore spagnolo († 2021)
- 1955 - Robert Smith, ex cestista statunitense
- 1955 - Toshio Suzuki, ex pilota automobilistico giapponese
- 1956 - Gregory Scott Cummins, attore statunitense
- 1956 - Lesley Dunlop, attrice britannica
- 1956 - Stella Kyriakidou, politica cipriota
- 1956 - Helmut Lang, stilista e scultore austriaco
- 1956 - Mitchell Lichtenstein, attore, sceneggiatore e regista statunitense
- 1956 - Larry Myricks, ex lunghista statunitense
- 1956 - Tatjana Pavlić, ex cestista jugoslava
- 1956 - Henry Smith, ex calciatore scozzese
- 1957 - Pervenche Berès, politica francese
- 1957 - Keith Bishop, ex giocatore di football americano statunitense
- 1957 - Vincenzo Caldarone, politico italiano
- 1957 - Captain Sky, cantante e bassista statunitense
- 1957 - Fernando Natalio Chomalí Garib, cardinale e arcivescovo cattolico cileno
- 1957 - Mino Cinelu, percussionista, polistrumentista e compositore francese
- 1957 - Fernand Etgen, politico lussemburghese
- 1957 - Ian McNuff, ex canottiere britannico
- 1957 - Mladen Mladenov, ex lottatore bulgaro
- 1957 - Shannon Tweed, attrice, modella e produttrice cinematografica canadese
- 1957 - Osama bin Laden, terrorista saudita († 2011)
- 1958 - Stefano De Benedetti, scialpinista, alpinista e dirigente d'azienda italiano
- 1958 - Primo Giroldini, regista e produttore cinematografico italiano
- 1958 - Piotr Jabłkowski, ex schermidore polacco
- 1958 - Marie-Agnes Strack-Zimmermann, politica tedesca
- 1958 - Sharon Stone, attrice e ex modella statunitense
- 1959 - Jean-Luc Deganis, ex cestista francese
- 1959 - José Luis Escobar Alas, arcivescovo cattolico salvadoregno
- 1959 - Rita Marcotulli, compositrice e pianista italiana
- 1959 - Sandro Masci, cuoco, saggista e giornalista italiano
- 1959 - Francesco Ranieri Martinotti, regista e sceneggiatore italiano
- 1959 - Tiziano Tagliani, politico italiano
- 1959 - Ad Wijnands, ex ciclista su strada olandese
- 1960 - Enrico Aimi, politico italiano
- 1960 - Paola Bresciano, ex calciatrice e ex modella italiana
- 1960 - Anthony Colin Fisher, arcivescovo cattolico australiano
- 1960 - Scott Frank, sceneggiatore e regista statunitense
- 1960 - Linda Jezek, ex nuotatrice statunitense
- 1960 - Anna Maria Mancuso, ex politica italiana
- 1960 - Aécio Neves, economista e politico brasiliano
- 1960 - Wolfram Ortner, ex sciatore alpino austriaco
- 1960 - Jan Ottosson, ex fondista svedese
- 1960 - Carlo Zannetti, chitarrista, cantautore e scrittore italiano
- 1961 - Laurel Clark, astronauta statunitense († 2003)
- 1961 - Mitchell Gaylord, ex ginnasta statunitense
- 1961 - Paolo Fabrizio Iacuzzi, poeta, critico letterario e curatore editoriale italiano
- 1961 - Vivinho, calciatore brasiliano († 2015)
- 1961 - Anneke Mourits, ex cestista olandese
- 1961 - Jesse Sapolu, ex giocatore di football americano statunitense
- 1961 - Ben Spijkers, ex judoka olandese
- 1962 - Mariano Ayneto, ex calciatore spagnolo
- 1962 - Valérie Dréville, attrice francese
- 1962 - Antonietta Giacometti, politica italiana
- 1962 - Jasmine Guy, attrice, cantante e regista statunitense
- 1962 - Éric Guyot, ex ciclista su strada francese
- 1962 - Giovanni Koetting, ex calciatore italiano
- 1962 - Seiko Matsuda, cantante giapponese
- 1962 - Tim McCormick, ex cestista statunitense
- 1962 - Alessandra Petrucci, statistica italiana
- 1962 - Tab Thacker, lottatore e attore statunitense († 2007)
- 1962 - Giorgio Valli, allenatore di pallacanestro italiano
- 1962 - Jean-Paul Vesco, cardinale e arcivescovo cattolico francese
- 1963 - Jeff Ament, bassista statunitense
- 1963 - Manuela Benelli, allenatrice di pallavolo e ex pallavolista italiana
- 1963 - Anna Maria Corazza Bildt, politica italiana
- 1963 - Gianluca Guazzaroni, karateka italiano
- 1963 - Mario Lanzani, scacchista italiano
- 1963 - Li Ning, ex ginnasta e imprenditore cinese
- 1963 - Jiří Matoušek, matematico ceco († 2015)
- 1963 - Antonello Paliotti, musicista e compositore italiano
- 1963 - Luis Pierri, allenatore di pallacanestro e ex cestista uruguaiano
- 1963 - Rick Rubin, produttore discografico statunitense
- 1964 - Karl Alvarez, bassista statunitense
- 1964 - Aurélio Miguel, ex judoka brasiliano
- 1964 - Édith Bongo, first lady gabonese († 2009)
- 1964 - David Bowman, allenatore di calcio e ex calciatore britannico
- 1964 - Neneh Cherry, cantante e rapper svedese
- 1964 - Edoardo, duca di Edimburgo, nobile britannico
- 1964 - David Faber, giornalista statunitense
- 1964 - Osvaldo Guidi, attore, drammaturgo e regista teatrale argentino († 2011)
- 1964 - Jim Johannson, hockeista su ghiaccio, dirigente sportivo e allenatore di hockey su ghiaccio statunitense († 2018)
- 1964 - Carlo Lepore, basso italiano
- 1964 - Hue Menzies, allenatore di calcio e ex calciatore britannico
- 1964 - Anton Polster, cantante, allenatore di calcio e ex calciatore austriaco
- 1964 - Andrea Schober, attrice tedesca
- 1964 - Shaun Teale, allenatore di calcio e ex calciatore inglese
- 1965 - Gianni Faiola, allenatore di calcio a 5 e ex giocatore di calcio a 5 italiano
- 1965 - Alex Fiorio, pilota di rally e dirigente sportivo italiano
- 1965 - Anders Jarl, ex ciclista su strada svedese
- 1965 - Inge Ludvigsen, allenatore di calcio e ex calciatore norvegese
- 1965 - Valdemaras Martinkėnas, allenatore di calcio e calciatore lituano († 2004)
- 1965 - Ugo Napolitano, allenatore di calcio e ex calciatore italiano
- 1965 - Sirintra Niyakorn, cantante e attrice thailandese
- 1965 - Simona Popescu, poetessa e saggista rumena
- 1965 - Saeid Rajabi, ex calciatore e ex giocatore di calcio a 5 iraniano
- 1965 - Jillian Richardson, ex velocista canadese
- 1965 - Marzia Sabella, magistrata italiana
- 1965 - Pepsi Tate, bassista britannico († 2007)
- 1965 - Rod Woodson, ex giocatore di football americano statunitense
- 1966 - Enrico Azzimonti, designer italiano
- 1966 - Edie Brickell, cantautrice statunitense
- 1966 - Natusha, cantante e giornalista francese
- 1966 - Jurij Hudymenko, ex calciatore ucraino
- 1966 - Dave Krusen, batterista statunitense
- 1966 - Phil X, chitarrista e cantante canadese
- 1966 - Anna Shapiro, regista teatrale statunitense
- 1966 - Sergio Sironi, conduttore radiofonico e comico italiano
- 1966 - İlker Yağcıoğlu, allenatore di calcio e ex calciatore turco
- 1967 - Pat Durham, ex cestista statunitense
- 1967 - David Grann, saggista e giornalista statunitense
- 1967 - José Luis Mosquera Losada, ex calciatore spagnolo
- 1967 - Daichi Suzuki, ex nuotatore giapponese
- 1968 - Philip Anthony-Rodriguez, attore e doppiatore statunitense
- 1968 - William Besse, ex sciatore alpino svizzero
- 1968 - Simon Culhane, ex rugbista a 15 e allenatore di rugby a 15 neozelandese
- 1968 - Riki Di Bin, allenatore di calcio e ex calciatore italiano
- 1968 - Didier Gigon, ex calciatore svizzero
- 1968 - Michele Paramatti, ex calciatore italiano
- 1968 - Ashraf Sedqi, ex cestista egiziano
- 1968 - Pavel Srníček, calciatore ceco († 2015)
- 1969 - Johnny Araya, bassista statunitense
- 1969 - Harley Bertholdsen, ex calciatore faroese
- 1969 - Paget Brewster, attrice statunitense
- 1969 - Giandomenico Costi, dirigente sportivo, allenatore di calcio e ex calciatore italiano
- 1969 - Nasos Galakteros, ex cestista greco
- 1969 - Fuminori Kizaki, animatore giapponese
- 1969 - Milorad Korać, ex calciatore serbo
- 1969 - Antonio Marciello, militare italiano
- 1969 - Massimo Polidoro, giornalista, scrittore e divulgatore scientifico italiano
- 1969 - Vanja Popova, ex cestista bulgara
- 1969 - Hany Ramzy, allenatore di calcio e ex calciatore egiziano
- 1969 - Ximena Restrepo, ex velocista colombiana
- 1969 - Dave Sheridan, attore, sceneggiatore e musicista statunitense
- 1969 - Magnus Svensson, ex calciatore svedese
- 1969 - József Szabó, ex nuotatore ungherese
- 1970 - Matt Barlow, cantante statunitense
- 1970 - Corrado Bronzo, ex pallamanista italiano
- 1970 - Antonio Edwards, ex giocatore di football americano statunitense
- 1970 - Massimo Giannelli, ex calciatore italiano
- 1970 - Ok Hong-cha, ex tennistavolista sudcoreana
- 1970 - Kō Ishikawa, ex calciatore giapponese
- 1970 - Benoît Lutgen, politico belga
- 1970 - Tom Novy, produttore discografico, disc jockey e conduttore televisivo tedesco
- 1970 - Daniele Petruccioli, attore e traduttore italiano
- 1970 - Fabio Rossato, fisarmonicista e compositore italiano († 2018)
- 1970 - Werner Schreyer, modello e attore austriaco
- 1970 - Michele Serena, allenatore di calcio e ex calciatore italiano
- 1970 - Sandra Wasserman, ex tennista belga
- 1970 - Peter Wright, giocatore di freccette scozzese
- 1970 - Zhang Taohua, ex cestista cinese
- 1970 - Hélia de Souza, ex pallavolista brasiliana
- 1970 - Michael van der Aa, compositore olandese
- 1971 - Doug Ardito, bassista, chitarrista e tastierista statunitense
- 1971 - Øyvind Berg, ex saltatore con gli sci norvegese
- 1971 - Pavo Crnac, ex calciatore croato
- 1971 - Laura Falabella, ex cestista argentina
- 1971 - Ryu Fujisaki, fumettista giapponese
- 1971 - Eugenia Golea, ex ginnasta rumena
- 1971 - Jon Hamm, attore e produttore cinematografico statunitense
- 1971 - Hermen Hulst, dirigente d'azienda olandese
- 1971 - Kokane, rapper statunitense
- 1971 - Jordi Millera, ex cestista spagnolo
- 1972 - Ramzy Bedia, attore, sceneggiatore e regista francese
- 1972 - Simone Buchholz, scrittrice tedesca
- 1972 - Keno Davis, allenatore di pallacanestro statunitense
- 1972 - Nick Gates, dirigente sportivo e ex ciclista su strada australiano
- 1972 - Guo Linyao, ex ginnasta cinese
- 1972 - Matt Kenseth, pilota automobilistico statunitense
- 1972 - Michael Lucas, regista, attore pornografico e produttore cinematografico russo
- 1972 - Mat Mladin, pilota motociclistico australiano
- 1972 - Timbaland, produttore discografico, beatmaker e rapper statunitense
- 1972 - Shannon Nobis, ex sciatrice alpina statunitense
- 1972 - Evgenij Lazarevič Rošal, programmatore russo
- 1972 - Suwandi Siswoyo, ex calciatore indonesiano
- 1972 - Paraskeuī Tsiamita, ex triplista greca
- 1972 - Mark Waschke, attore tedesco
- 1972 - Haifa Wehbe, modella, attrice e cantante libanese
- 1972 - Javier Zavala, ex cestista messicano
- 1973 - Nick Bostrom, filosofo svedese
- 1973 - Mauro Casciari, conduttore radiofonico, annunciatore televisivo e personaggio televisivo italiano
- 1973 - Chloé Delaume, scrittrice e editrice francese
- 1973 - Georg C. F. Greve, programmatore e hacker tedesco
- 1973 - Eva Herzigová, supermodella e attrice ceca
- 1973 - John LeCompt, chitarrista statunitense
- 1973 - Gabriele Mari, autore di giochi, educatore e scrittore italiano
- 1973 - Takeshi Matsu, fumettista giapponese
- 1973 - Fernando Medina, economista e politico portoghese
- 1973 - Christopher Roy Sutton, ex calciatore e allenatore di calcio inglese
- 1973 - Dan Swanö, cantante, chitarrista e batterista svedese
- 1973 - Mauricio Taricco, ex calciatore argentino
- 1973 - Geert Verheyen, ex ciclista su strada belga
- 1974 - Viktor Borel, ex calciatore sovietico
- 1974 - Jörgen Brink, sciatore nordico svedese
- 1974 - Jaime Vladimir Cubías, ex calciatore salvadoregno
- 1974 - Francesco De Benedittis, produttore discografico, compositore e arrangiatore italiano
- 1974 - Matt Elliott, cantautore e chitarrista inglese
- 1974 - Keren Ann, cantautrice israeliana
- 1974 - Matt Rawle, attore e cantante inglese
- 1974 - Luís Vouzela, ex calciatore portoghese
- 1974 - Lasse Sætre, ex pattinatore di velocità su ghiaccio norvegese
- 1974 - İbrahim Üzülmez, allenatore di calcio e ex calciatore turco
- 1974 - Cristián de la Fuente, attore cileno
- 1975 - Dario Acquaroli, mountain biker e ciclocrossista italiano († 2023)
- 1975 - Jamie Arnold, ex cestista statunitense
- 1975 - Lyne Bessette, ex ciclista su strada e ciclocrossista canadese
- 1975 - Bulend Biščević, ex calciatore bosniaco
- 1975 - DJ Aligator, disc jockey e produttore discografico iraniano
- 1975 - Alessandro Dal Canto, allenatore di calcio e ex calciatore italiano
- 1975 - Han Go-eun, attrice sudcoreana
- 1975 - Yee Jee Tso, attore canadese
- 1975 - Heorhij Mel'nikov, ex giocatore di calcio a 5 e ex calciatore ucraino
- 1975 - Heriberto Morales, ex calciatore messicano
- 1975 - Zafer Özgültekin, ex calciatore turco
- 1975 - Rahshon Turner, ex cestista statunitense
- 1975 - Piotr Tworek, allenatore di calcio polacco
- 1975 - Kevin Wert, ex sciatore alpino canadese
- 1976 - Ane Brun, cantautrice e musicista norvegese
- 1976 - Sidi Larbi Cherkaoui, coreografo e ballerino belga
- 1976 - Lorena Forteza, attrice e ex modella colombiana
- 1976 - Frantz Granvorka, ex pallavolista francese
- 1976 - Alain Gsponer, regista svizzero
- 1976 - Lizzy Hawker, ultramaratoneta e fondista di corsa in montagna britannica
- 1976 - Eladio Jiménez, ex ciclista su strada spagnolo
- 1976 - Miro, cantante bulgaro
- 1976 - Nyree Roberts, ex cestista statunitense
- 1976 - Barbara Schett, conduttrice televisiva, telecronista sportiva e ex tennista austriaca
- 1976 - Anita Torti, pugile italiana
- 1976 - Lieja Tunks, ex pesista e discobola olandese
- 1976 - Davide Xausa, ex calciatore canadese
- 1977 - Maria José Alves, ex atleta paralimpica brasiliana
- 1977 - Peter Enckelman, ex calciatore finlandese
- 1977 - Javier Klimowicz, allenatore di calcio e ex calciatore argentino
- 1977 - Frank Kristensen, calciatore danese
- 1977 - Enrico Kühn, bobbista tedesco
- 1977 - Shannon Miller, ex ginnasta statunitense
- 1977 - Rita Simons, attrice, cantante e modella britannica
- 1977 - Robin Thicke, cantautore e produttore discografico statunitense
- 1977 - Bree Turner, attrice e ballerina statunitense
- 1977 - Daniela Turra, ex calciatrice italiana
- 1977 - Menno Willems, allenatore di calcio e ex calciatore olandese
- 1978 - Neil Alexander, ex calciatore scozzese
- 1978 - Ben Burnley, cantautore e chitarrista statunitense
- 1978 - Camille, cantautrice francese
- 1978 - Dave Fergerson, ex cestista statunitense
- 1978 - Zoltán Kammerer, canoista ungherese
- 1978 - Andris Reiss, dirigente sportivo e ex ciclista su strada lettone
- 1978 - Peter Richards, rugbista a 15 e allenatore di rugby a 15 inglese
- 1978 - Kim Staal, hockeista su ghiaccio danese
- 1978 - Marta Torné, attrice spagnola
- 1979 - J.B. Bickerstaff, allenatore di pallacanestro e ex cestista statunitense
- 1979 - Sara-Maude Boucher, ex sciatrice alpina e sciatrice freestyle canadese
- 1979 - Xavier Bullet, calciatore francese
- 1979 - Ashley Callus, ex nuotatore australiano
- 1979 - Hugo Carreira, ex calciatore portoghese
- 1979 - Alessio D'Ascenzo, ex giocatore di football americano, allenatore di football americano e dirigente sportivo italiano
- 1979 - Edi Gathegi, attore statunitense
- 1979 - Kirk Haston, ex cestista statunitense
- 1979 - Natasha Mayers, ex velocista sanvincentina
- 1979 - Danny Pudi, attore e regista statunitense
- 1979 - Janus Robberts, ex pesista e discobolo sudafricano
- 1979 - Enrique Vera, ex calciatore paraguaiano
- 1979 - Roman Wzdenov, allenatore di calcio e ex calciatore russo
- 1980 - Joel Alme, cantante svedese
- 1980 - Per-Gunnar Andersson, pilota di rally svedese
- 1980 - Antonia aus Tirol, cantante austriaca
- 1980 - Jan Cadieux, allenatore di hockey su ghiaccio e ex hockeista su ghiaccio canadese
- 1980 - Florin Cernat, dirigente sportivo e ex calciatore rumeno
- 1980 - William Chiroque, ex calciatore peruviano
- 1980 - John Finucane, politico e avvocato irlandese
- 1980 - Artëm Kuzjakin, ex cestista russo
- 1980 - Sara Maldonado, attrice messicana
- 1980 - Josué Mayard, ex calciatore canadese
- 1980 - Enrico Rotelli, scrittore, giornalista e traduttore italiano
- 1980 - Michael Weyermann, allenatore di sci alpino e ex sciatore alpino svizzero
- 1981 - Georgi Adamia, ex calciatore georgiano
- 1981 - Diego Colotto, ex calciatore argentino
- 1981 - Matías Cuffa, allenatore di calcio e ex calciatore argentino
- 1981 - Elina Duni, cantante e compositrice albanese
- 1981 - Samuel Eto'o, dirigente sportivo e ex calciatore camerunese
- 1981 - Nicci Jolly, modella scozzese
- 1981 - Kokkai Futoshi, lottatore di sumo georgiano
- 1981 - Euthymios Kouloucherīs, ex calciatore greco
- 1981 - Ángel López, ex calciatore spagnolo
- 1981 - Kristen Maloney, ex ginnasta statunitense
- 1981 - Jonathan Marray, ex tennista britannico
- 1981 - Steven Reid, allenatore di calcio e ex calciatore inglese
- 1982 - Kyle Bailey, allenatore di pallacanestro e ex cestista statunitense
- 1982 - Kwame Brown, ex cestista statunitense
- 1982 - Tasha Butts, cestista e allenatrice di pallacanestro statunitense († 2023)
- 1982 - Xisco Campos, allenatore di calcio e ex calciatore spagnolo
- 1982 - Chris Cole, skater statunitense
- 1982 - Priscila Faria de Oliviera, calciatrice brasiliana
- 1982 - Florian Heller, allenatore di calcio e ex calciatore tedesco
- 1982 - Zeynab Jalalian, attivista iraniana
- 1982 - Andreas Johansson, ex calciatore svedese
- 1982 - Shin Koyamada, attore giapponese
- 1982 - Pablo Lugüercio, ex calciatore argentino
- 1982 - Logan Mankins, ex giocatore di football americano statunitense
- 1982 - Thomas Middleditch, attore e comico canadese
- 1982 - Prashanth Raj, regista e sceneggiatore indiano
- 1982 - Maria Sorvillo, giocatrice di calcio a 5 e ex calciatrice italiana
- 1982 - Marco Visentin, pallavolista italiano
- 1982 - Keke Wyatt, cantautrice e personaggio televisivo statunitense
- 1983 - Natasha Alam, attrice e modella uzbeka
- 1983 - Nicolás Amodio, ex calciatore uruguaiano
- 1983 - Elena Bovina, ex tennista russa
- 1983 - Matteo Bugli, ex calciatore sammarinese
- 1983 - Che'Nelle, cantante malese
- 1983 - Brando De Sica, attore, regista e sceneggiatore italiano
- 1983 - Lashinda Demus, ostacolista e velocista statunitense
- 1983 - Rodrigo Galatto, ex calciatore brasiliano
- 1983 - Antoine Jordan, ex cestista statunitense
- 1983 - Enrica Marasca, canottiera italiana
- 1983 - César Andrés Mendoza, giocatore di beach soccer argentino
- 1983 - Janet Mock, scrittrice, attivista e attrice statunitense
- 1983 - Roberto Ochoa, ex calciatore salvadoregno
- 1983 - Nicolás Olmedo, ex calciatore argentino
- 1983 - Jonas Olsson, ex calciatore svedese
- 1983 - Manuel Ormazábal, ex calciatore cileno
- 1983 - Park Se-ra, schermitrice sudcoreana
- 1983 - Niki Belucci, disc jockey, ginnasta e ex attrice pornografica ungherese
- 1983 - Francesco Ruopolo, ex calciatore italiano
- 1983 - Ryu Hyun-kyung, attrice sudcoreana
- 1983 - Ellen Saint, attrice pornografica ceca
- 1983 - Sonim, cantante giapponese
- 1983 - Rafe Spall, attore britannico
- 1983 - Carrie Underwood, cantautrice e attrice statunitense
- 1984 - Nikolaos Arampatzīs, calciatore greco
- 1984 - Jan Ciharoŭ, ex calciatore bielorusso
- 1984 - Marco Coletti, rugbista a 15 e allenatore di rugby a 15 italiano
- 1984 - Chanan Colman, ex cestista danese
- 1984 - Davi José Silva do Nascimento, ex calciatore brasiliano
- 1984 - Robert Finster, attore austriaco
- 1984 - Ben Grubbs, giocatore di football americano statunitense
- 1984 - Mark Knowles, hockeista su prato australiano
- 1984 - Li Yuchun, cantante, attrice e modella cinese
- 1984 - Enrico Maaßen, allenatore di calcio e ex calciatore tedesco
- 1984 - Ambra Migliori, ex nuotatrice italiana
- 1984 - Pedro Santa Cecilia, ex calciatore spagnolo
- 1984 - Ruan Pienaar, rugbista a 15 sudafricano
- 1984 - Mauro Pinton, ex cestista italiano
- 1984 - Olivia Wilde, attrice, regista e produttrice cinematografica statunitense
- 1985 - Richmond Rak, ex calciatore ghanese
- 1985 - Cooper Andrews, attore statunitense
- 1985 - Giorgia Baldelli, pallavolista italiana
- 1985 - Wang Beixing, pattinatrice cinese
- 1985 - Corinna Boccacini, ex snowboarder italiana
- 1985 - Ricardo Buitrago, calciatore panamense
- 1985 - Jackie Butler, ex cestista statunitense
- 1985 - Cătălin Cîmpeanu, velocista rumeno
- 1985 - Eleonora Di Ruscio, attrice italiana
- 1985 - Lassana Diarra, ex calciatore francese
- 1985 - Mikko Kokslien, combinatista nordico norvegese
- 1985 - Theresa Logar, ex tennista statunitense
- 1985 - Luchasaurus, wrestler statunitense
- 1985 - Lolita Lymoura, ex cestista greca
- 1985 - Ida Marko-Varga, ex nuotatrice svedese
- 1985 - Julien Mills, ex cestista statunitense
- 1985 - Beau Molenaar, calciatore olandese
- 1985 - David Raven, ex calciatore inglese
- 1985 - Adrian Reid, calciatore giamaicano
- 1985 - Florian Stahel, ex calciatore svizzero
- 1985 - Victor Stancescu, ex hockeista su ghiaccio rumeno
- 1985 - Chris Taft, ex cestista statunitense
- 1985 - Morgan Uceny, mezzofondista statunitense
- 1985 - Alexei Zuásnabar, calciatore cubano
- 1985 - Alex Sandro da Silva, ex calciatore brasiliano
- 1986 - Miroslav Antonov, calciatore bulgaro
- 1986 - Samuele Avallone, pallanuotista italiano
- 1986 - Giulia Lippi, attrice italiana
- 1986 - Anthony Losilla, calciatore francese
- 1986 - Jerry Pollastrone, hockeista su ghiaccio statunitense
- 1986 - Eleonora Sarti, arciera italiana
- 1986 - Vadim Schneider, attore francese († 2003)
- 1986 - Oscar Vera, ex calciatore messicano
- 1986 - Sergej Širokov, hockeista su ghiaccio russo
- 1987 - Valère Amoussou, ex calciatore beninese
- 1987 - Csaba Balogh, scacchista ungherese
- 1987 - José Barrera Escobar, calciatore cileno
- 1987 - Martellus Bennett, ex giocatore di football americano statunitense
- 1987 - Christian Blum, velocista tedesco
- 1987 - Hendrick Bages, attore venezuelano
- 1987 - Abdallah Deeb, calciatore giordano
- 1987 - Konstadinos Douvalidis, ostacolista greco
- 1987 - Marie Hourihan, ex calciatrice inglese
- 1987 - Vavřinec Hradilek, canoista ceco
- 1987 - Miroje Jovanović, ex calciatore montenegrino
- 1987 - Ebba Jungmark, altista svedese
- 1987 - Enzo Kalinski, calciatore argentino
- 1987 - Liu Shishi, attrice cinese
- 1987 - Andreas Luthe, ex calciatore tedesco
- 1987 - Stian Rasch, giocatore di beach soccer e calciatore norvegese
- 1987 - Tuukka Rask, ex hockeista su ghiaccio finlandese
- 1987 - Alessandro Ferreira Leonardo, calciatore brasiliano
- 1987 - Emeli Sandé, cantautrice britannica
- 1987 - Mod Sun, cantautore e musicista statunitense
- 1987 - Māris Štrombergs, ciclista di BMX lettone
- 1987 - Ânderson Luis de Azevedo Rodrigues Marques, ex calciatore brasiliano
- 1988 - Akeem Agbetu, ex calciatore nigeriano
- 1988 - Mauricio Albornoz, ex calciatore svedese
- 1988 - Gustavo Aprile, calciatore uruguaiano
- 1988 - Mauro Aragoni, regista e sceneggiatore italiano
- 1988 - Joel Benavides, nuotatore artistico messicano
- 1988 - Akimsola Boussari, calciatore togolese
- 1988 - Yoni Buyens, ex calciatore belga
- 1988 - Jevhen Chmara, pianista e compositore ucraino
- 1988 - Clarissa Cristina dos Santos, cestista brasiliana
- 1988 - Nikolaj Djulgerov, calciatore bulgaro
- 1988 - Víctor Fatecha, giavellottista paraguaiano
- 1988 - Mohammed Gambo, ex calciatore nigeriano
- 1988 - Edgars Gauračs, ex calciatore lettone
- 1988 - Rostyn Griffiths, calciatore australiano
- 1988 - Justin Hurtt, ex cestista statunitense
- 1988 - Tuija Hyyrynen, ex calciatrice finlandese
- 1988 - Erika Kinsey, altista svedese
- 1988 - Ko Yo-han, calciatore sudcoreano
- 1988 - Omar Kossoko, ex calciatore francese
- 1988 - Frederik Krabbe, ex calciatore danese
- 1988 - Kévin Olimpa, ex calciatore francese
- 1988 - Mackenzie Pierce, attrice pornografica statunitense
- 1988 - Quincy Pondexter, ex cestista e allenatore di pallacanestro statunitense
- 1988 - Ivan Rakitić, dirigente sportivo e ex calciatore croato
- 1988 - Tyson Ruiz, ex calciatore gibilterriano
- 1988 - Joona Toivio, calciatore finlandese
- 1988 - Miloš Vučenović, giocatore di calcio a 5 e calciatore norvegese
- 1988 - Hana Čutura, pallavolista croata
- 1989 - Etrit Berisha, calciatore albanese
- 1989 - Shamawd Chambers, ex giocatore di football americano canadese
- 1989 - Şıñğıs Esenamanov, giocatore di calcio a 5 kazako
- 1989 - Murilo Ferreira, giocatore di calcio a 5 brasiliano
- 1989 - Maxime Gonalons, ex calciatore francese
- 1989 - Stefanie Heinzmann, cantante svizzera
- 1989 - Oswaldo Henríquez, calciatore colombiano
- 1989 - Claudio Isabella, hockeista su ghiaccio, allenatore di hockey su ghiaccio e politico svizzero
- 1989 - Damián Ísmodes, calciatore peruviano
- 1989 - Júnior Urso, calciatore brasiliano
- 1989 - Pavel Komolov, ex calciatore russo
- 1989 - Simon Moser, hockeista su ghiaccio svizzero
- 1989 - Park Jong-woo, calciatore sudcoreano
- 1989 - Iván Piris, calciatore paraguaiano
- 1989 - Igor Rossi, calciatore brasiliano
- 1989 - Nathan Júnior, calciatore brasiliano
- 1990 - Mike Adams, giocatore di football americano statunitense
- 1990 - Christian Bernardi, calciatore argentino
- 1990 - Inna Deriglazova, schermitrice russa
- 1990 - Carles Grau, hockeista su pista spagnolo
- 1990 - Calle Lindh, ex sciatore alpino svedese
- 1990 - Ryan Nassib, giocatore di football americano statunitense
- 1990 - Luke Rowe, ex ciclista su strada e ex pistard britannico
- 1990 - Léo Mineiro, ex calciatore brasiliano
- 1990 - Anna Sorokina, ex sciatrice alpina russa
- 1990 - Alameda Ta'amu, ex giocatore di football americano statunitense
- 1990 - Tina Trebec, cestista slovena
- 1990 - Stefanie Vögele, ex tennista svizzera
- 1991 - Artak Alek'sanyan, ex calciatore armeno
- 1991 - Marco Bizot, calciatore olandese
- 1991 - Mauro Díaz, calciatore argentino
- 1991 - Christoffer Haugen, giocatore di calcio a 5 e calciatore norvegese
- 1991 - Jung So-ra, modella sudcoreana
- 1991 - Cody Kearsley, attore e produttore cinematografico canadese
- 1991 - Landon Liboiron, attore canadese
- 1991 - Luis Gustavo Melere da Silva, calciatore brasiliano
- 1991 - Josué Quijano, calciatore nicaraguense
- 1991 - Annika Roloff, astista tedesca
- 1991 - Ihor Soldat, calciatore ucraino
- 1991 - Kenshi Yonezu, cantante, produttore discografico e illustratore giapponese
- 1992 - Lazar Bogićević, giocatore di football americano serbo
- 1992 - Pylyp Budkivs'kyj, calciatore ucraino
- 1992 - Cecilia Camellini, ex nuotatrice italiana
- 1992 - Rod Camphor, cestista statunitense
- 1992 - Pablo Espinosa, attore spagnolo
- 1992 - Faduley, ex calciatore saotomense
- 1992 - Fei Li, schermitrice cinese
- 1992 - Roberta Filippozzi, ex calciatrice italiana
- 1992 - Andrew Mobberly, calciatore samoano
- 1992 - Ruben Gabrielsen, calciatore norvegese
- 1992 - Marko Gajić, calciatore serbo
- 1992 - Marina Golbahari, attrice afghana
- 1992 - Johan Häggström, fondista svedese
- 1992 - Bernhard Janeczek, ex calciatore austriaco
- 1992 - Neeskens Kebano, calciatore francese
- 1992 - Michele Niggeler, schermidore svizzero
- 1992 - Emily Osment, attrice e cantante statunitense
- 1992 - Maliele Vincent Pule, calciatore sudafricano
- 1992 - Pablo Rosales, calciatore argentino
- 1992 - Valentina Rosselli, effettista italiana
- 1992 - Ty Sambrailo, ex giocatore di football americano statunitense
- 1992 - Tadej Vidmajer, calciatore sloveno
- 1993 - Nakibou Aboubakari, calciatore francese
- 1993 - Viktor Butenko, discobolo russo
- 1993 - Jack Butland, calciatore inglese
- 1993 - Tatiana Calderón, pilota automobilistica colombiana
- 1993 - Daniele Casiraghi, calciatore italiano
- 1993 - Raman Chibsah, calciatore ghanese
- 1993 - Moctar Cissé, calciatore maliano
- 1993 - Dee Davis, cestista statunitense
- 1993 - Alfred Duncan, calciatore ghanese
- 1993 - Octavius Ellis, cestista statunitense
- 1993 - Nadia Murad, attivista irachena
- 1993 - Geneviève Ngo, calciatrice camerunese
- 1993 - Alassane Pléa, calciatore francese
- 1993 - Omid Singh, calciatore iraniano
- 1993 - Nooa Takooa, velocista gilbertese
- 1993 - Luiz Gustavo de Almeida Pinto, calciatore brasiliano
- 1993 - Maicon de Silva Moreira, calciatore brasiliano
- 1994 - Khalid Al-Hajri, calciatore omanita
- 1994 - Merve Aydın, cestista turca
- 1994 - Mohammed Boqshan, calciatore yemenita
- 1994 - Davide Cesana, cestista italiano
- 1994 - Latario Collie-Minns, triplista bahamense
- 1994 - Lathone Collie-Minns, triplista bahamense
- 1994 - Alan Empereur, calciatore brasiliano
- 1994 - Vaea Ferrand, modella francese
- 1994 - Kiara Fontanesi, pilota motociclistica italiana
- 1994 - Ezequiel Ham, calciatore argentino
- 1994 - Viðar Ari Jónsson, calciatore islandese
- 1994 - Joshua Kipkorir, maratoneta keniota
- 1994 - Eri Lamçja, ex calciatore albanese
- 1994 - Sharon Lokedi, maratoneta keniota
- 1994 - Bad Bunny, rapper, cantautore e produttore discografico portoricano
- 1994 - Antonio Milić, calciatore croato
- 1994 - Romane Miradoli, sciatrice alpina francese
- 1994 - Christian Nørgaard, calciatore danese
- 1994 - JoJo Offerman, cantante statunitense
- 1994 - PC, ex calciatore brasiliano
- 1994 - Nikita Parris, calciatrice inglese
- 1994 - Maurides, calciatore brasiliano
- 1994 - Lucas Rougeaux, ex calciatore francese
- 1994 - Jesús Sagredo, calciatore boliviano
- 1994 - José Sagredo, calciatore boliviano
- 1994 - Lerato Sechele, triplista lesothiana
- 1994 - Serder Serderov, calciatore russo
- 1994 - Christian Silva, calciatore uruguaiano
- 1994 - Lukáš Vraštil, calciatore ceco
- 1994 - Budu Zivzivadze, calciatore georgiano
- 1995 - Naa Anang, lunghista australiana
- 1995 - Vladimir Avilov, calciatore estone
- 1995 - Michael Gonçalves, calciatore svizzero
- 1995 - Grace Victoria Cox, attrice statunitense
- 1995 - DaeSean Hamilton, giocatore di football americano statunitense
- 1995 - Domingos Duarte, calciatore portoghese
- 1995 - Eleonora Furlan, pallavolista italiana
- 1995 - Iryna Heraščenko, altista ucraina
- 1995 - Jung Ji-seok, pallavolista sudcoreano
- 1995 - David Karaev, calciatore russo
- 1995 - Martin Krampelj, cestista sloveno
- 1995 - Zach LaVine, cestista statunitense
- 1995 - Jonathan Mexique, calciatore francese
- 1995 - Lucas Pirard, calciatore belga
- 1995 - Naor Sharon, cestista israeliano
- 1995 - Bipin Singh, calciatore indiano
- 1995 - Kolinio Sivoki, calciatore figiano
- 1995 - Alvaro Luis Tavares Vieira, calciatore brasiliano
- 1995 - Beitske Visser, pilota automobilistica olandese
- 1995 - Petăr Vitanov, calciatore bulgaro
- 1996 - Angemi, disc jockey, compositore e produttore discografico italiano
- 1996 - Onur Balkan, ciclista su strada turco
- 1996 - Eamonn Brophy, calciatore scozzese
- 1996 - Kevin Galván, calciatore panamense
- 1996 - Ali Gholizadeh, calciatore iraniano
- 1996 - Rezki Hamroune, calciatore algerino
- 1996 - Jo Jung-eun, attrice sudcoreana
- 1996 - Josip Posavec, calciatore croato
- 1996 - Denis Vieru, judoka moldavo
- 1996 - Calum Waters, calciatore scozzese
- 1996 - Aslak Fonn Witry, calciatore norvegese
- 1997 - Madeleine Arthur, attrice canadese
- 1997 - Belinda Bencic, tennista svizzera
- 1997 - Ana Carrasco, pilota motociclistica spagnola
- 1997 - Mauro Coppolaro, calciatore italiano
- 1997 - Gabriela Nunes da Silva, calciatrice brasiliana
- 1997 - Josef Ganda, calciatore israeliano
- 1997 - Nahikari García, calciatrice spagnola
- 1997 - Dominique Grund, attrice statunitense
- 1997 - Jean Mangabeira, calciatore brasiliano
- 1997 - Ousman Manneh, ex calciatore gambiano
- 1997 - Ahmed Ouhda, mezzofondista italiano
- 1997 - Sergio Pandiani, multiplista argentino
- 1997 - Ronaldo Peña, calciatore venezuelano
- 1997 - Sandro Platzgummer, giocatore di football americano austriaco
- 1997 - Ángela Salvadores, cestista spagnola
- 1997 - Uriah Shelton, attore e cantante statunitense
- 1997 - Sārā Xādemālsharīʾẹ, scacchista iraniana
- 1998 - Mateo Aramburú, calciatore uruguaiano
- 1998 - Morgan Guilavogui, calciatore guineano
- 1998 - Justin Herbert, giocatore di football americano statunitense
- 1998 - Hu Mingxuan, cestista cinese
- 1998 - Katlego Mohamme, calciatore sudafricano
- 1998 - Sandro Notaroberto, calciatore venezuelano
- 1998 - Dominik Schmid, calciatore svizzero
- 1998 - Alessandro Simioni, cestista italiano
- 1998 - Connor Stanhope, attore canadese
- 1998 - Matías Zaracho, calciatore argentino
- 1999 - Abdel Abqar, calciatore marocchino
- 1999 - Ole Einar Engeland Andersen, hockeista su ghiaccio norvegese
- 1999 - Luciano Boggio, calciatore uruguaiano
- 1999 - Kuku Fidelis, calciatore nigeriano
- 1999 - Jake Haener, giocatore di football americano statunitense
- 1999 - Galang Hendra Pratama, pilota motociclistico indonesiano
- 1999 - Dinko Horkaš, calciatore croato
- 1999 - Jonathan Ifunga Ifasso, calciatore congolese (Repubblica Democratica del Congo)
- 1999 - Cole Kmet, giocatore di football americano statunitense
- 1999 - Matheus Mendes, calciatore brasiliano
- 1999 - Joaquín Muñoz, calciatore spagnolo
- 1999 - Nicolás Ramos, calciatore uruguaiano
- 1999 - Eugenio Sánchez, ciclista su strada spagnolo
- 1999 - Matheus Thuler, calciatore brasiliano
- 2000 - Roko Blažević, cantante croato
- 2000 - Nick Bolton, giocatore di football americano statunitense
- 2000 - Gennaro Borrelli, calciatore italiano
- 2000 - Ilay Elmkies, calciatore israeliano
- 2000 - Biram Faye, cestista senegalese
- 2000 - Norah Flatley, ginnasta statunitense
- 2000 - Oleksij Krutych, tennista ucraino
- 2000 - Luke Le Roux, calciatore sudafricano
- 2000 - Luca Plogmann, calciatore tedesco
- 2000 - Dmytro Macapura, calciatore ucraino
- 2000 - BigMama, rapper e cantautrice italiana
- 2000 - Railan, calciatore brasiliano
- 2000 - Dylan Robert, attore francese
- 2000 - Thiago Seyboth Wild, tennista brasiliano

## XXI secolo(38)
- 2001 - Esteban Da Silva, calciatore uruguaiano
- 2001 - Charles De Ketelaere, calciatore belga
- 2001 - Gilberto, calciatore angolano
- 2002 - Charles Bediako, cestista canadese
- 2002 - Yvan Dibango, calciatore camerunese
- 2002 - Tobias Hansen, pistard e ciclista su strada danese
- 2002 - Keon Johnson, cestista statunitense
- 2002 - Luca Kerber, calciatore tedesco
- 2002 - Ian Maatsen, calciatore olandese
- 2002 - Noni Madueke, calciatore inglese
- 2002 - Oliver Sørensen, calciatore danese
- 2002 - Andy Winter, calciatore scozzese
- 2002 - Linda Zanetti, ciclista su strada e mountain biker svizzera
- 2003 - Tunde Akinsola, calciatore nigeriano
- 2003 - Ben Cutmore, tuffatore britannico
- 2003 - Chico Lamba, calciatore portoghese
- 2003 - Christian Gammelgaard, calciatore danese
- 2003 - Nikola Knežević, calciatore serbo
- 2003 - Ryan Nembhard, cestista canadese
- 2003 - Gabriella Pizzolo, attrice e cantante statunitense
- 2003 - Emma Steinbakken, cantante norvegese
- 2003 - Danny Stutsman, giocatore di football americano statunitense
- 2004 - Kelvin Banks Jr., giocatore di football americano statunitense
- 2004 - Lautaro Di Lollo, calciatore argentino
- 2004 - Samet Yiğitoğlu, cestista turco
- 2005 - Wubrist Aschal, mezzofondista etiope
- 2005 - Esmir Bajraktarević, calciatore bosniaco
- 2005 - Dmytro Hodja, calciatore ucraino
- 2005 - Anastasiia Metelkina, pattinatrice artistica su ghiaccio russa
- 2006 - Kyle Alessandro, cantautore norvegese
- 2006 - Mike Themsen, calciatore danese
- 2006 - Saná Fernandes, calciatore portoghese
- 2006 - Dink Pate, cestista statunitense
- 2006 - Camilo Rey Domenech, calciatore argentino
- 2007 - Malachi Barton, attore e cantante statunitense
- 2008 - Francesco Camarda, calciatore italiano
- 2008 - Laura Samson, tennista ceca
- 2010 - Ryan Kiera Armstrong, attrice statunitense

## Senza anno specificato(1)
- Livio Odescalchi, nobile italiano († 1713)